# Svenska mosskulturföreningen

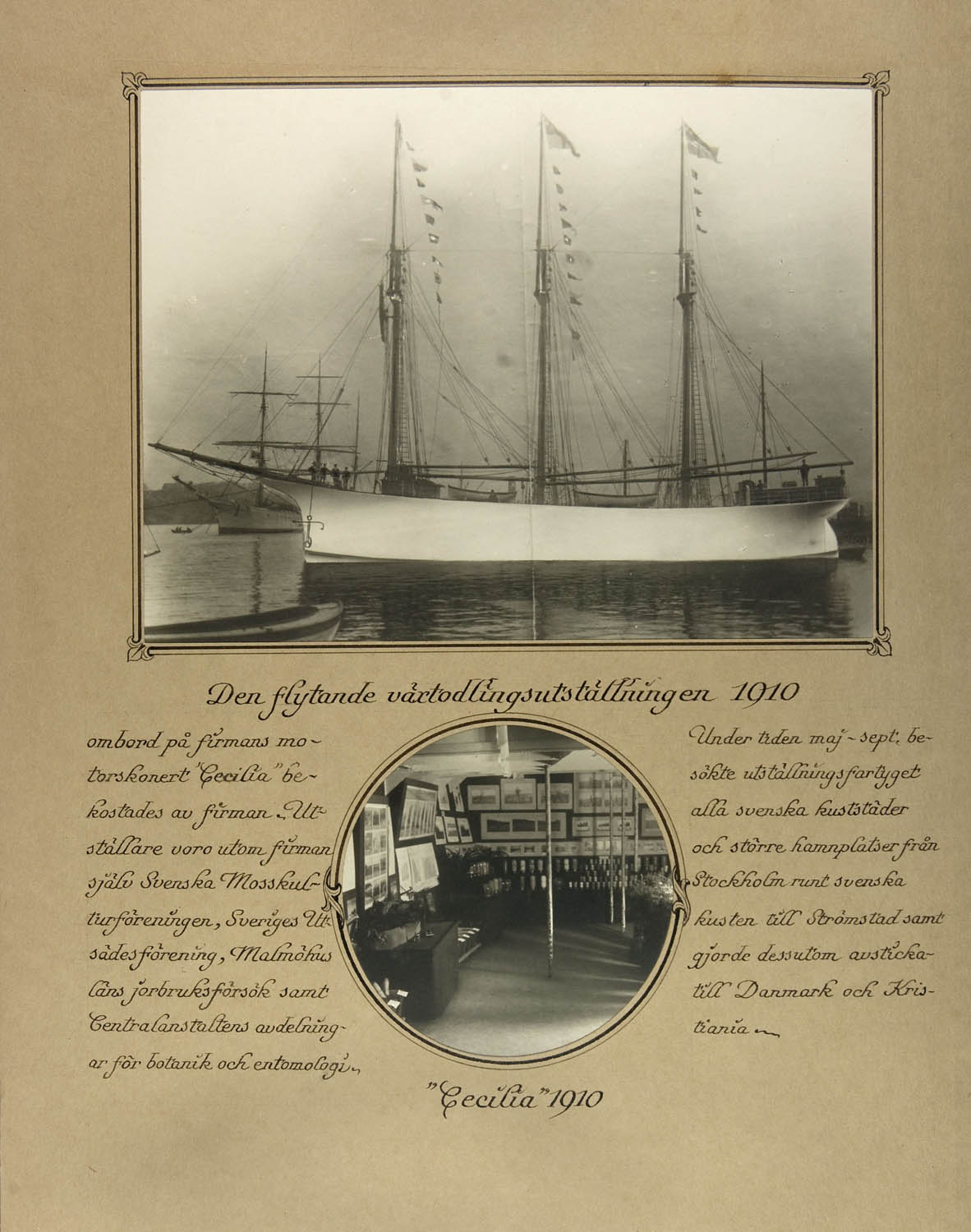
Dokumentation ifrån "Den flytande växtodlingsutställningen" från 1910 där Svenska mosskulturföreningen ingick.

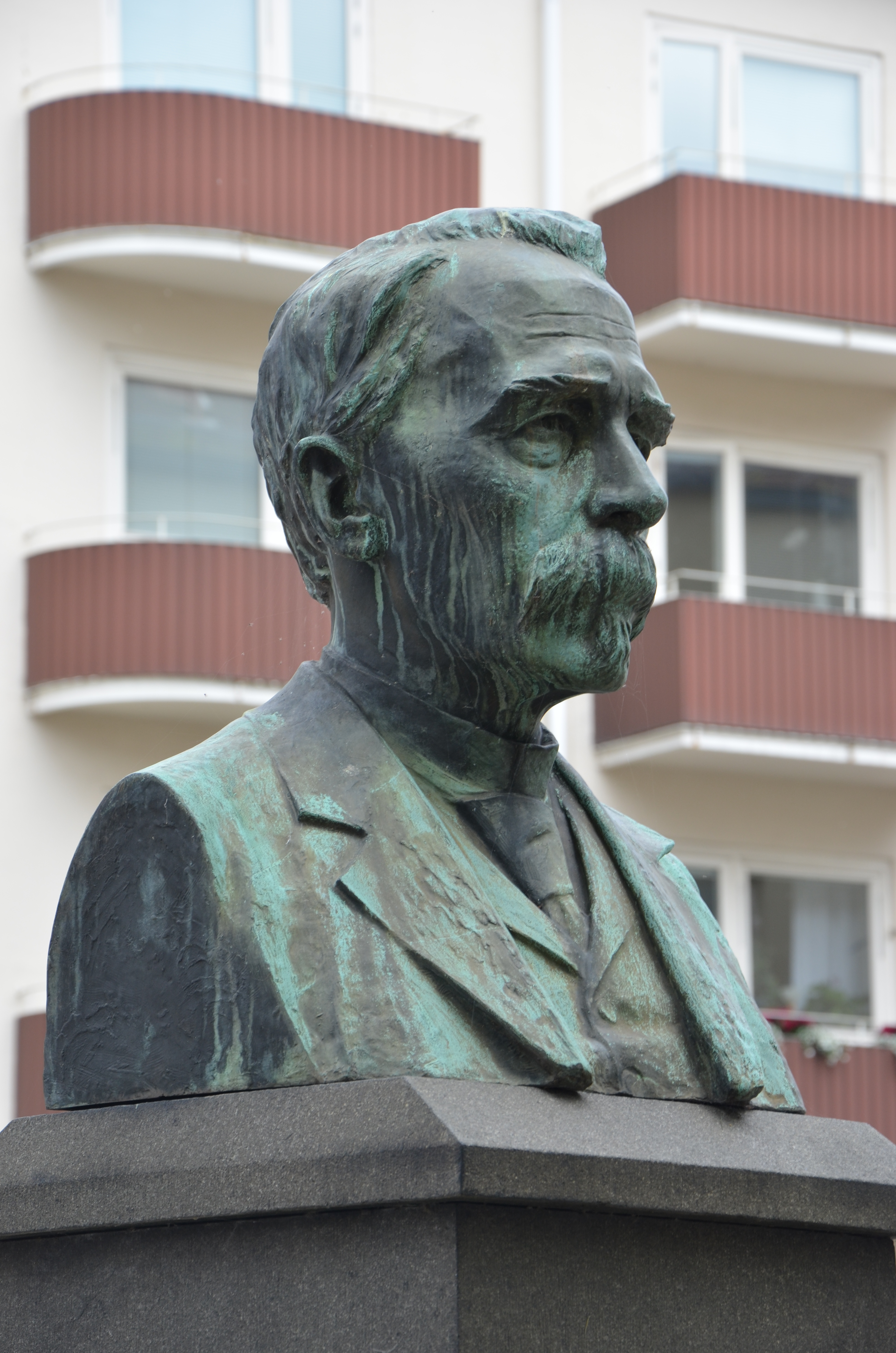
Byst över Carl von Feilitzen, nära Svenska mosskulturföreningens tidigare institutionsbyggnad vid Vedtorget i Jönköping

Svenska mosskulturföreningen var en förening för främjande av mossodling.
Svenska mosskulturföreningen bildades 1886 av Carl von Feilitzen genom omorganisation av en äldre, lokal förening. Föreningens huvudsyfte var att verka för mossmarkers rationella odling och användning på annat sätt. Till en början omfattade dess verksamhetsområde södra och mellersta Sverige, men ändrades 1888 till att omfatta hela landet. Man utgav Svenska mosskulturföreningens tidskrift.
Svenska mosskulturföreningen finansierades huvudsakligen med statsmedel och hade sitt säte i Jönköping, med sitt huvudkontori i en institutionsbyggnad på Tullportsgatan vid Vedtorget på Öster, och sin främsta försöksgård vid Flahult utanför Taberg. Föreningen hade också tillgång till försöksgårdarna Gisselås i Jämtland och Torestorp i Småland.
När intresset för mossodlingen avtog, gick Svenska mosskulturföreningen ihop med Svenska betes- och vallföreningen i Svenska Vall- och Mosskulturföreningen med huvudkontor på Ultuna.
En byst över Carl von Feilitzen, utförd av Carl Eldh 1909, har rests vid Vedtorget i Jönköping.

## Bildgalleri

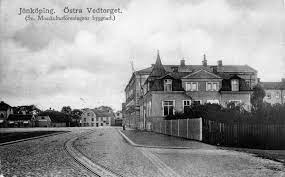
Svenska mosskulturföreningens institutionsbyggnad vid Vedtorget i Jönköping
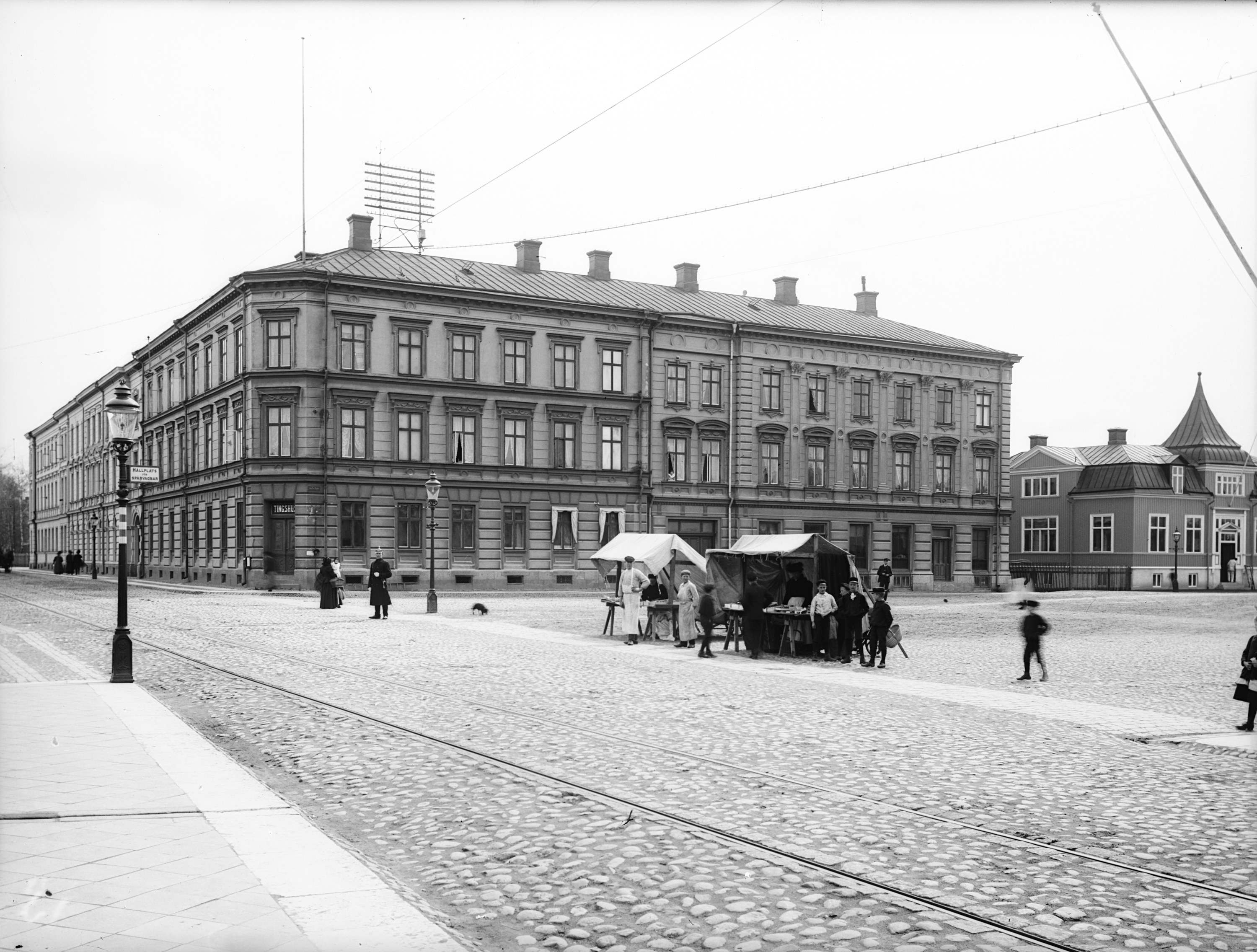
Svenska mosskulturföreningens institutionsbyggnad vid Vedtorget i Jönköping syns till höger i bilden.